# Bliss-Symbol
Bliss-Symbole sind eine von Charles K. Bliss in ihren Grundzügen in den 1940er Jahren entwickelte Pasigrafie, eine Sammlung von piktografischen und ideografischen Zeichen.
Jedes Zeichen steht für einen Begriff, und mehrere Symbole können kombiniert werden, um Sätze zu bilden oder Ideen auszudrücken.

## Entstehung
Charles Bliss war durch chinesische Schriftzeichen inspiriert, die es Sprechern unterschiedlicher Sprachen erlauben, miteinander zu kommunizieren. Über einen Zeitraum von 40 Jahren entwarf er sein konsequent logisch aufgebautes Kommunikationssystem einer Sonderschrift zur Unterstützung des gegenseitigen internationalen Verstehens und Verständnisses. Dieses grafische Medium sollte einen Beitrag zu besserer Zusammenarbeit und Verständigung auf internationaler Ebene zwischen Menschen verschiedener sprachlicher Herkunft leisten. Diese Absicht, einen Beitrag zur Verständigung zwischen Kulturen zu leisten, hat sich jedoch nicht erfüllt.

## Nutzung
Das Bliss-Symbol-System erhielt jedoch in einem ganz anderen Feld der Kommunikation seine Bedeutung und wurde damit weltweit bekannt. Es ist eines der ersten Systeme, die als Hilfsmittel im Rahmen der sonderpädagogischen Methode Unterstützte Kommunikation für Menschen eingesetzt wurden, die infolge von motorischen oder kognitiv bedingten Sprechstörungen nicht oder nur sehr eingeschränkt über die Lautsprache mit anderen kommunizieren können.
Seit seiner erstmaligen Verwendung 1971 im Ontario Crippled Children’s Centre (Toronto, Kanada) erscheinen Bliss-Symbole als Möglichkeit der grafischen Darstellung von Kommunikationsinhalten auf den verschiedensten Arten von Kommunikationstafeln. Auch Computerprogramme und Programme für Sprachausgabegeräte bauen auf dem Bliss-Symbol-System auf.

## Struktur

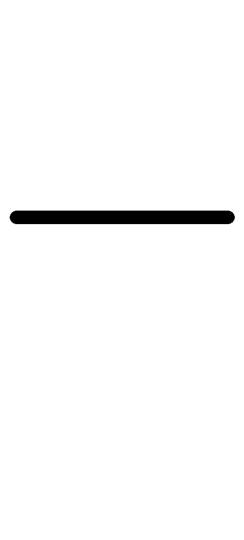
Himmel
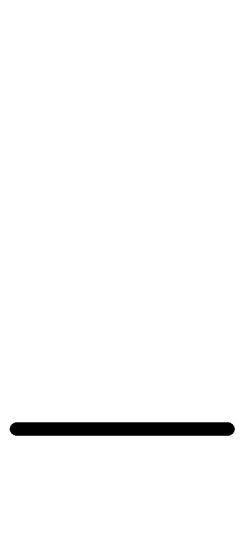
Erde
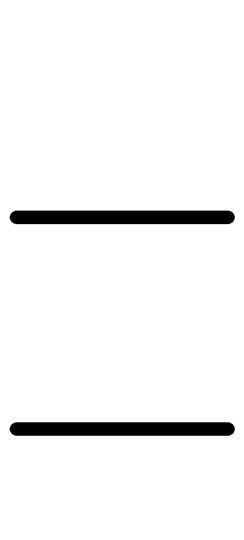
Welt
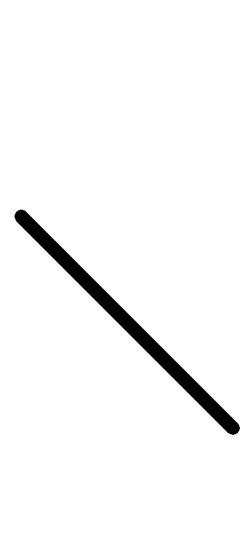
Stift
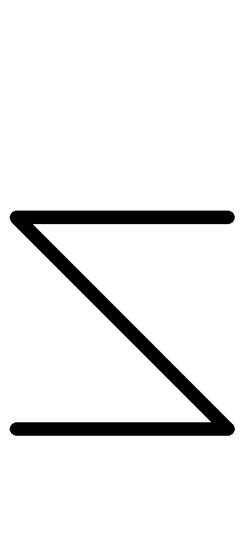
Bliss-Symbol

Die Symbole sind im BCI-Standard (BCI = Blissymbolic Communication International) festgelegt und werden aus knapp 120 Grundsymbolen (englisch: „key symbols“) aufgebaut. Insgesamt werden knapp 4500 Symbole benutzt. Zur Kommunikation wird Bliss mit Hilfe von Symboltafeln eingesetzt. 

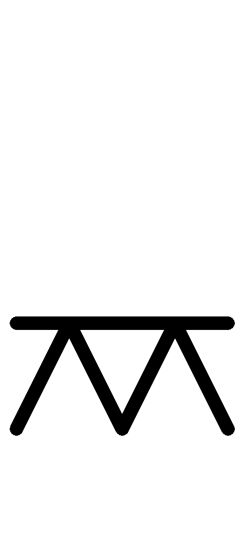
Tier
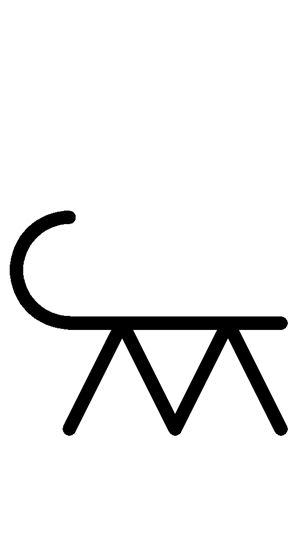
Hund
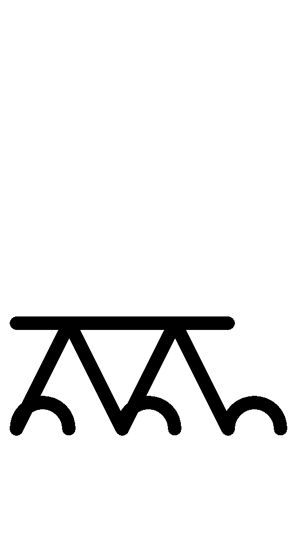
Katze
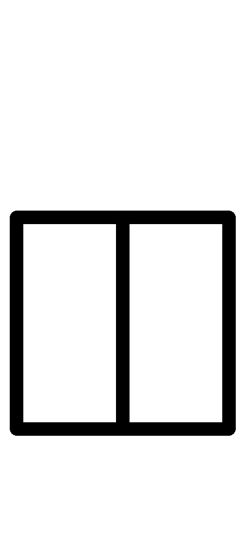
Buch

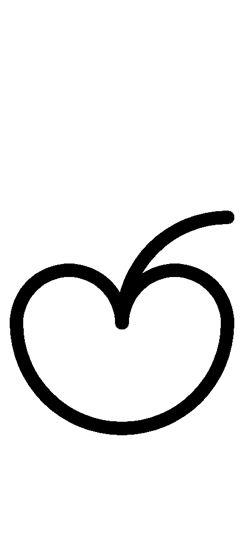
Apfel
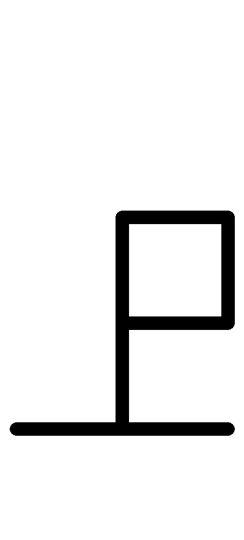
Land
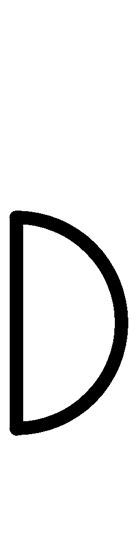
Monat
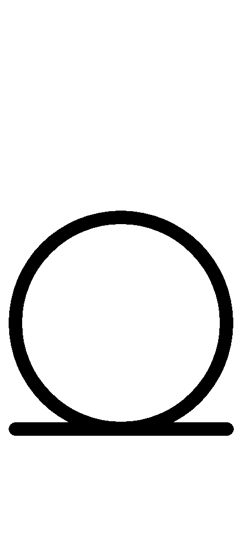
Tag

Der Benutzer kommuniziert, indem er der Reihe nach auf Bliss-Symbole zeigt (beispielsweise per elektronischer Auswahl). Der Kommunikationspartner liest die Bedeutungen der Symbole, die darüber in alphabetischer Schrift stehen. Erst vor kurzem wurde in Kanada ein Pilotprojekt zur Verwendung von Bliss im Internet gestartet. Bliss-Texte können nun als elektronische Post versendet werden.

## Beispielzeichen

### Verschiedenes

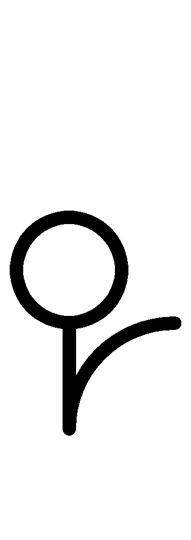
Pflanze
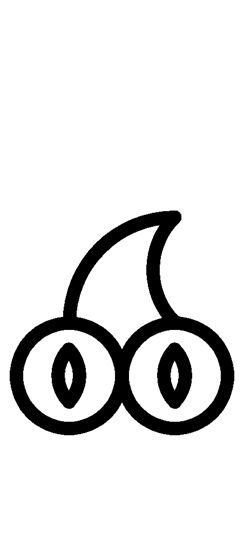
Kirsche
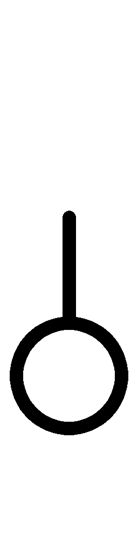
Flasche
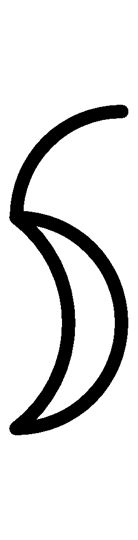
Banane
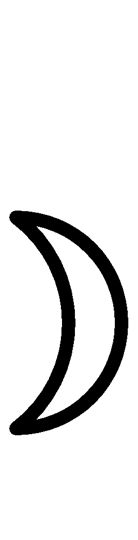
Mond
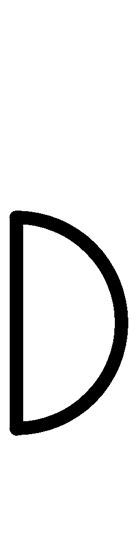
Monat
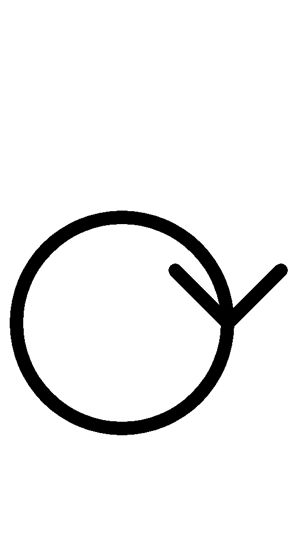
Jahr
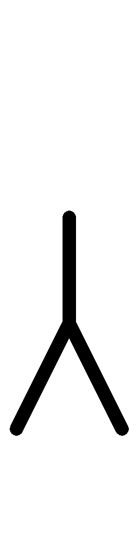
Mann
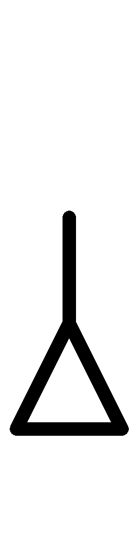
Frau
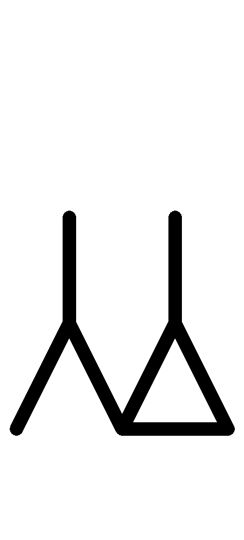
Paar
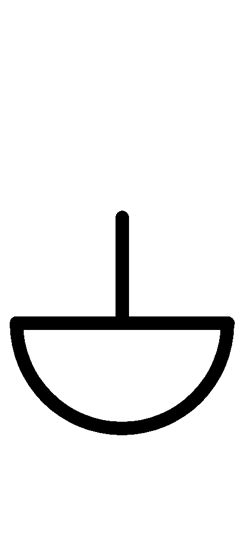
Boot
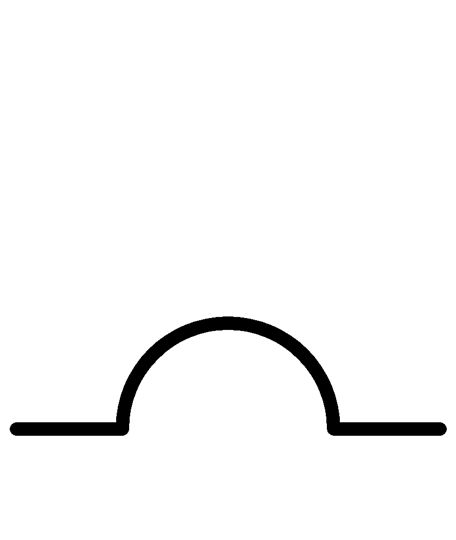
Brücke

### Ländernamen

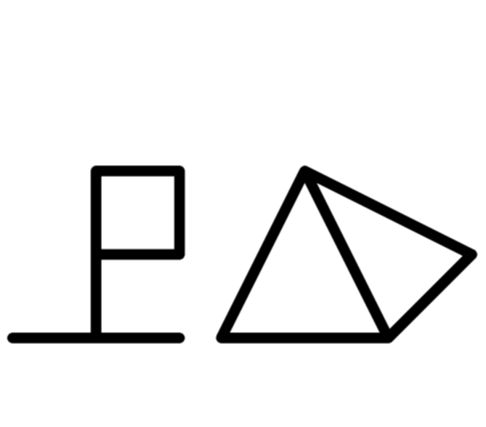
Ägypten (Land der) Pyramiden
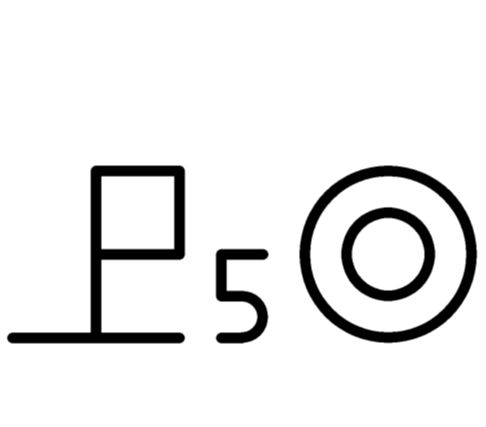
Griechenland fünf olympische Ringe
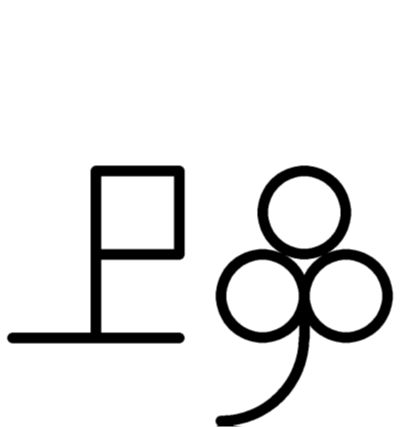
Irland Kleeblatt
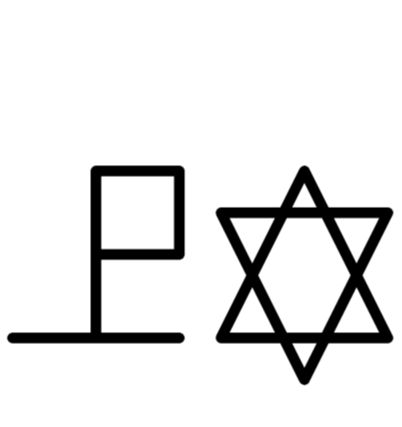
Israel Davidstern
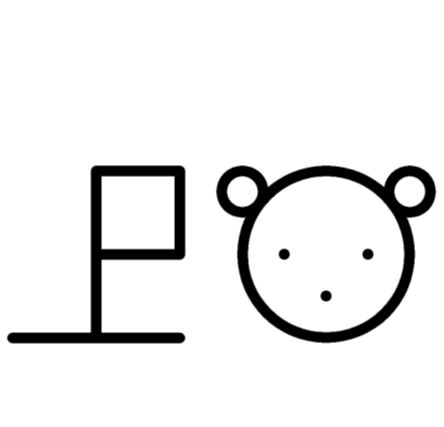
Russland russischer Bär
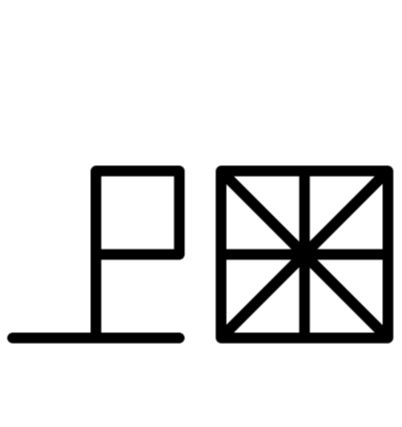
Großbritannien Union Jack
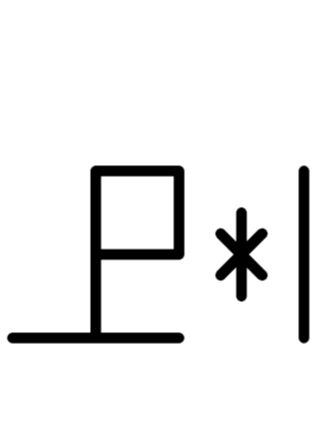
USA Stars and Stripes
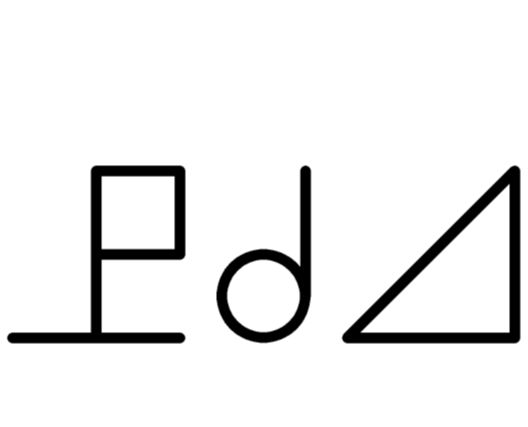
Österreich Musik und Berge
Island Eis und Feuer
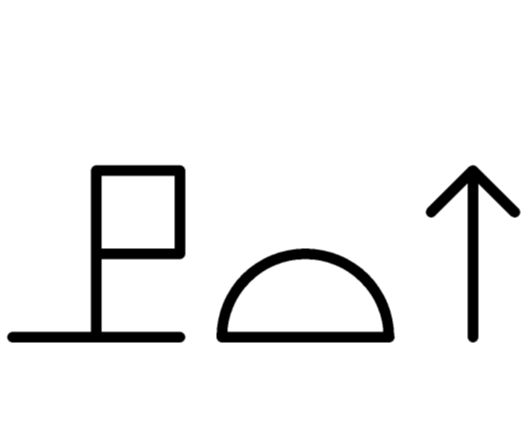
Japan aufgehende Sonne
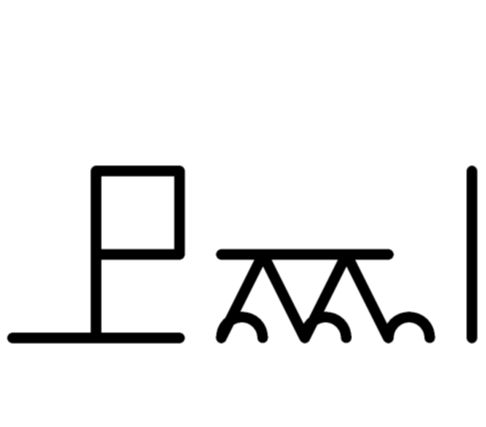
Bangladesch Streifenkatze = bengalischer Tiger
Schweden drei Kronen des Nationalwappens

### Fortbewegung
Von dem Zeichen für Rad leiten sich andere Zeichen ab:

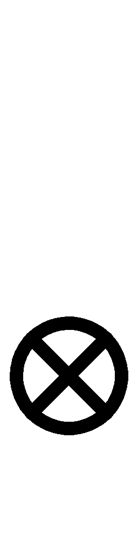
Rad
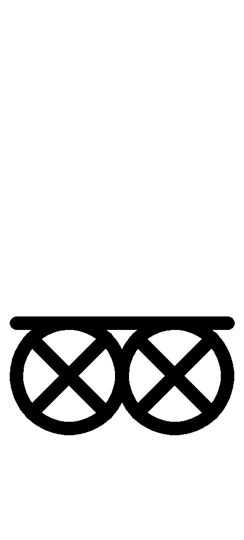
Ein Strich über zwei Räder zeigt ein Fahrzeug an.
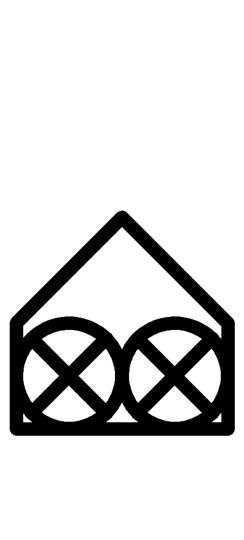
Räder in einem Haus weisen auf eine Garage hin.
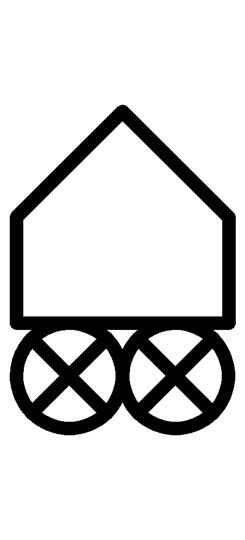
Ein Haus auf Rädern ist ein Wohnwagen.

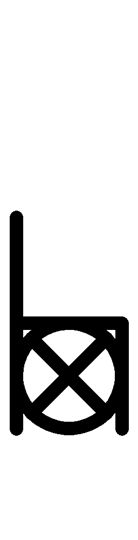
Ein Stuhl über dem Rad macht das Rad zu einem Rollstuhl.
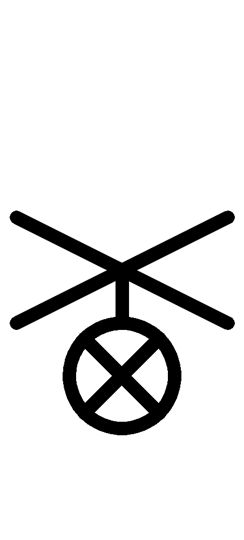
Versieht man das Rad mit Rotoren, hat man einen Hubschrauber.
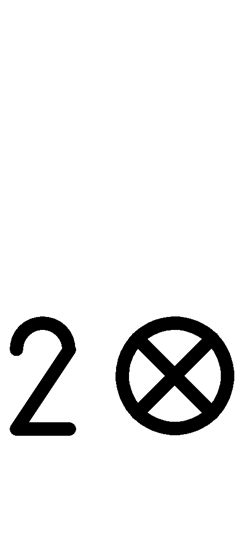
Zwei Räder sind ein Fahrrad.
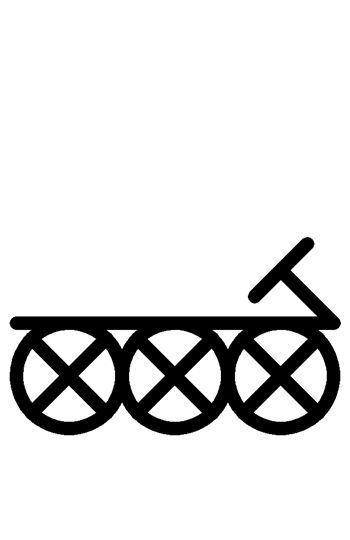
Mehr Räder deuten einen Bus an.

## Beispielsätze

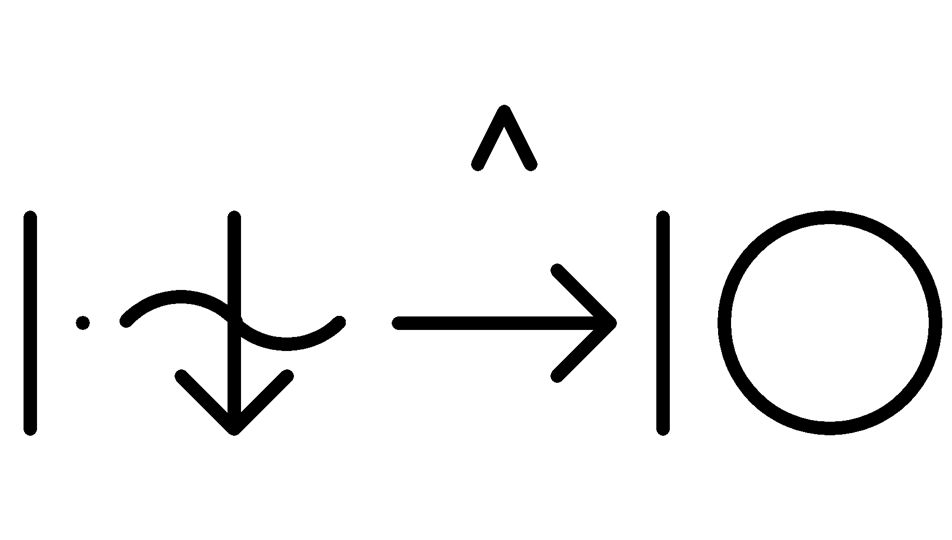
"Nach dem Regen kommt der Sonnenschein."

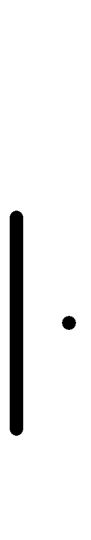
nach
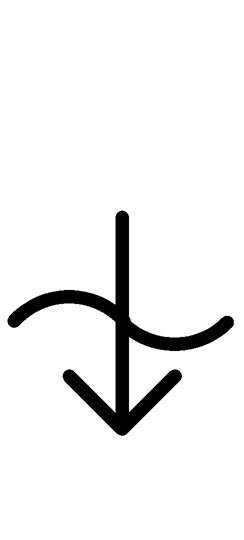
Regen
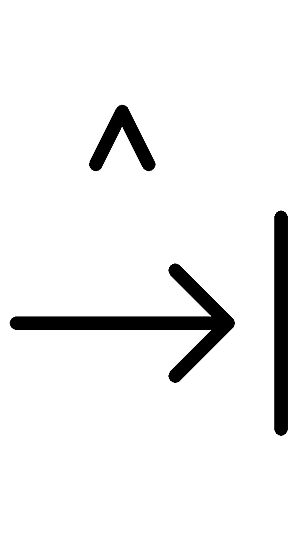
kommen
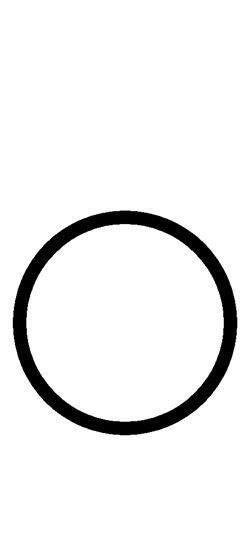
Sonne

Mit Beispielen soll hier die Funktionsweise der Bliss-Symbole veranschaulicht werden.

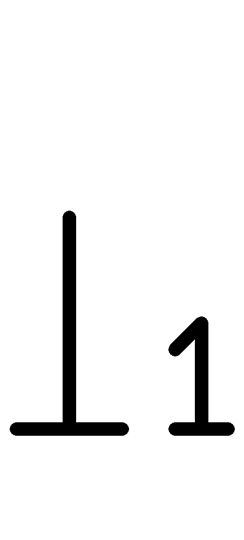
ich Zeichen für Person und 1 (erste Person Singular, da kein Mehrzahlzeichen angegeben ist)
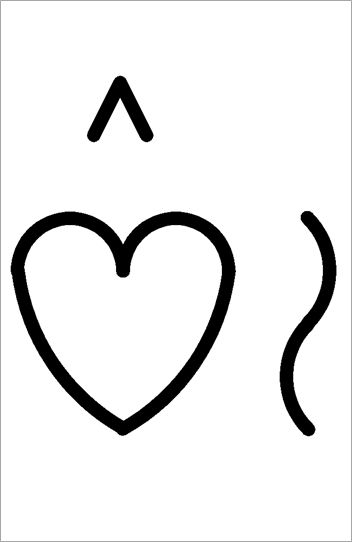
möchte Herz und Feuer + Zeichen für Tätigkeitswörter
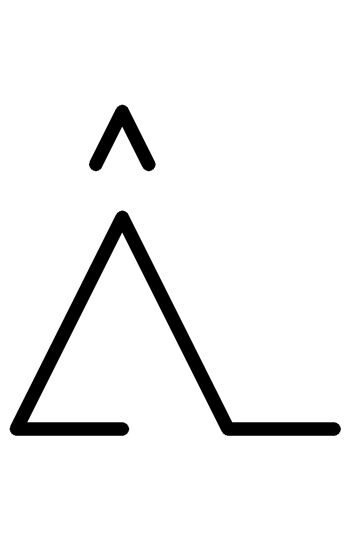
gehen zwei Beine + Zeichen für Tätigkeitswörter
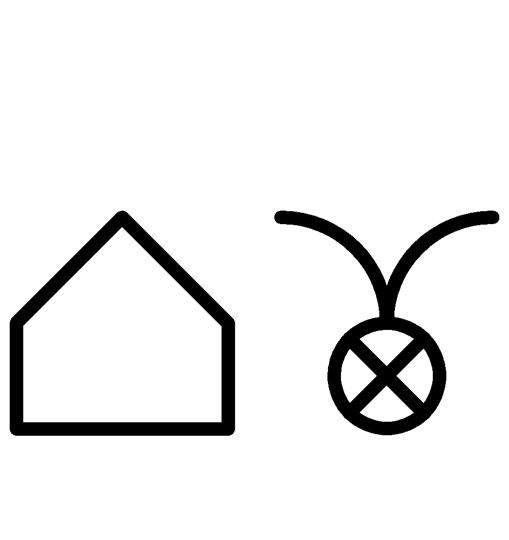
Flughafen Haus + Rad mit Flügeln

- nach
- Regen
- kommen
- Sonne

### Kurztext

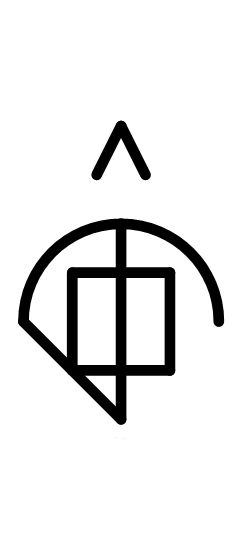
benutzt
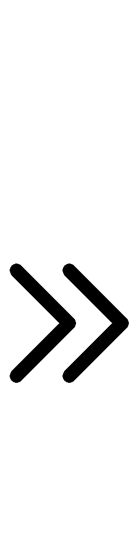
für
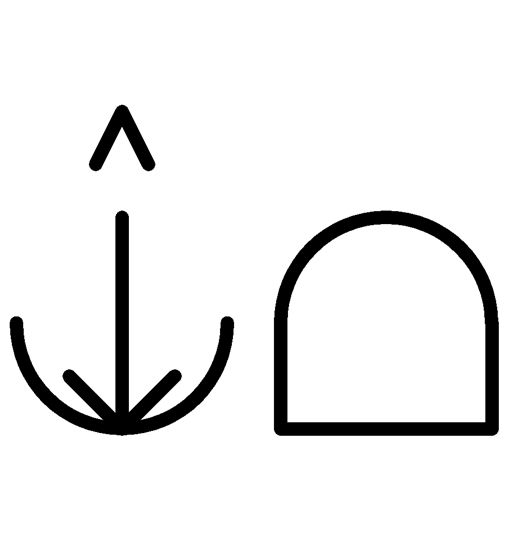
Kommunikation
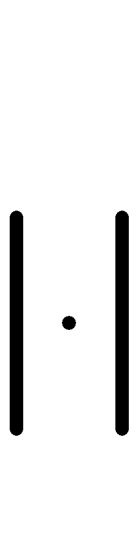
zwischen
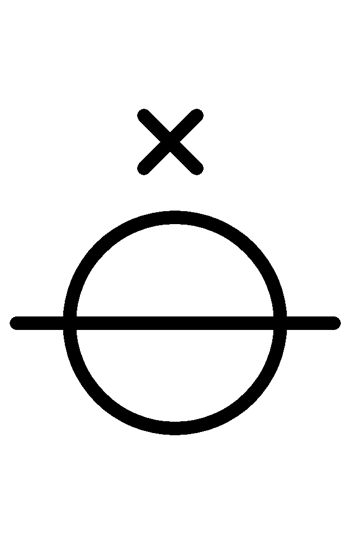
Planeten

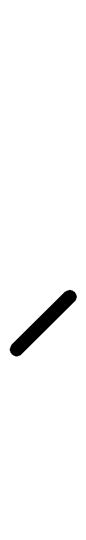
der, die, das
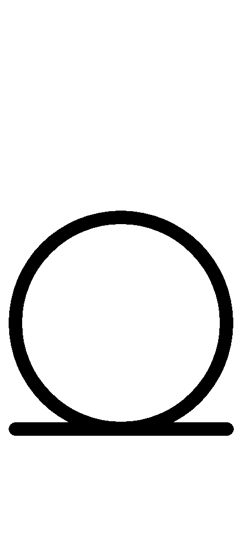
Tag
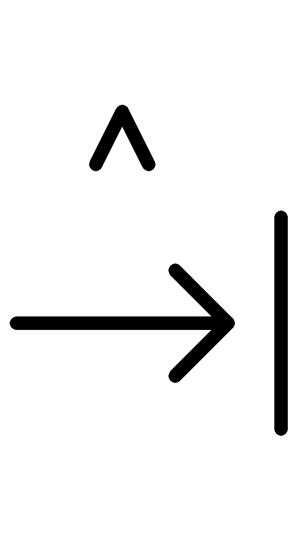
kommen
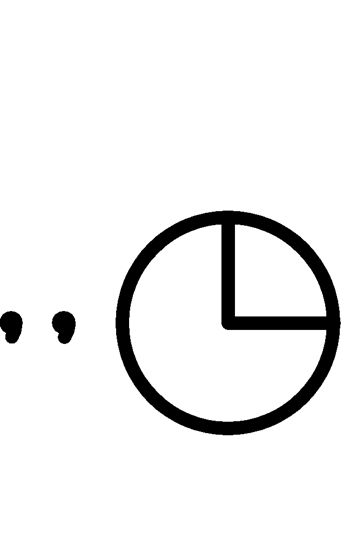
wenn
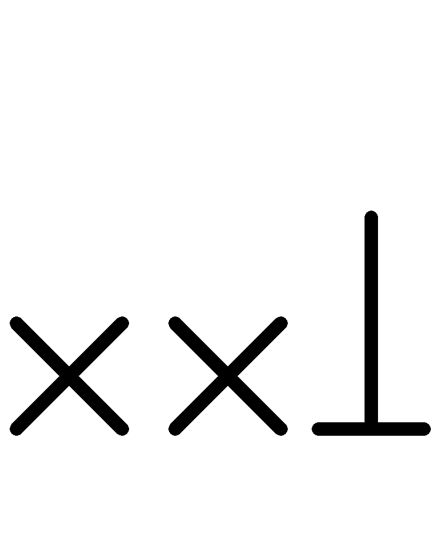
die Leute
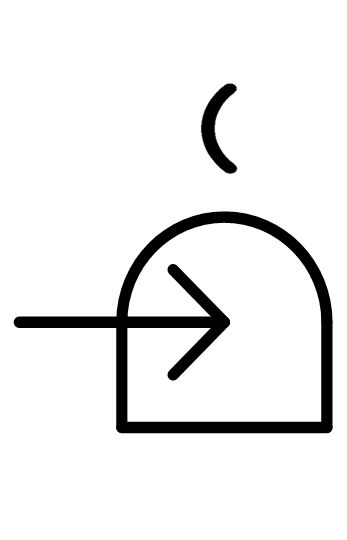
verstehen werden

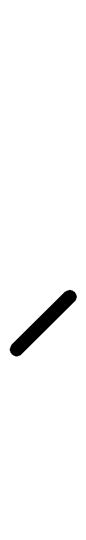
der, die, das
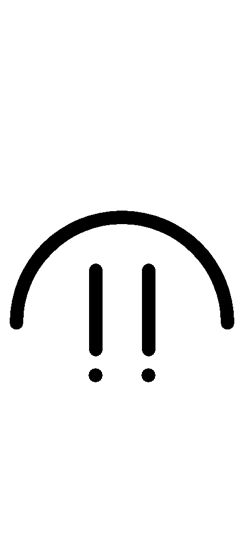
Bedeutung
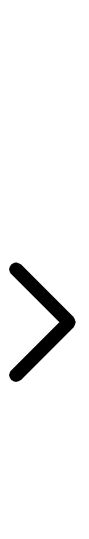
von
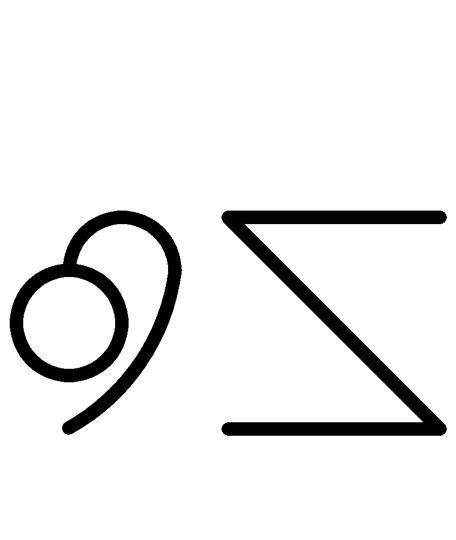
Bliss

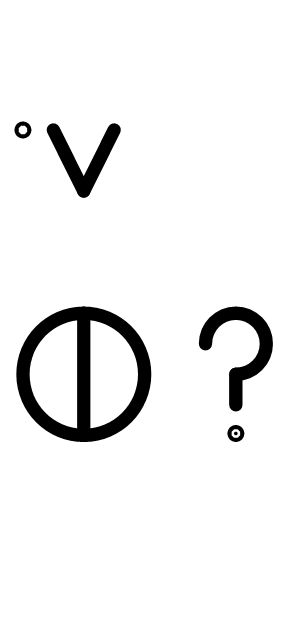
vielleicht
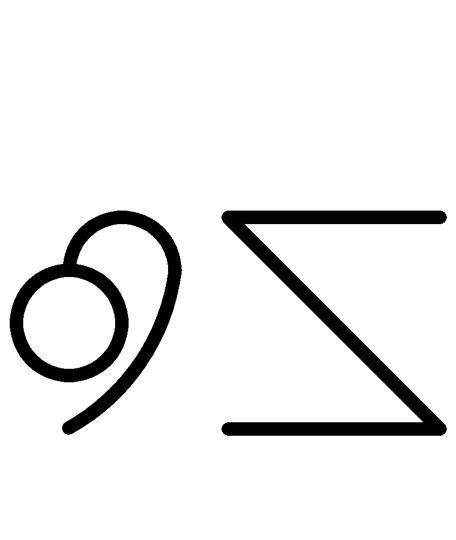
Bliss
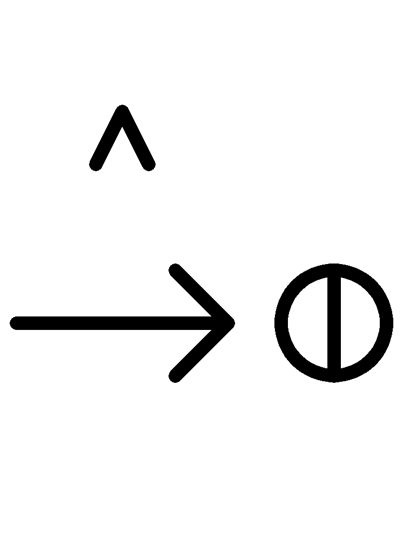
wird
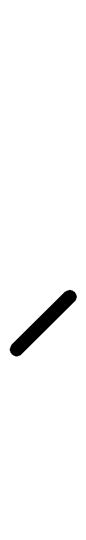
der, die, das
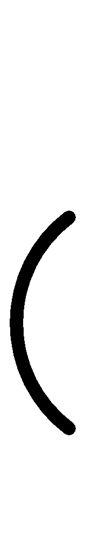
Zukunft
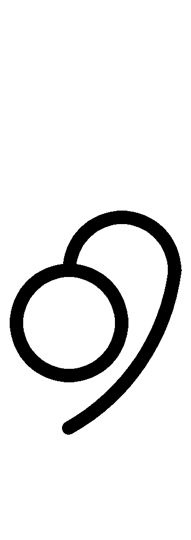
Sprache

- benutzt
- für
- Kommunikation
- zwischen
- Planeten